# Ordre oblique

Formation d'une phalange oblique

L'ordre oblique est une manœuvre militaire consistant à renforcer et à faire avancer une de ses ailes en premier, tout en dérobant l'autre aile  puis la soutenir par le centre et enfin, prolonger le mouvement par l'aile renforcée droite qui cherchera l'enveloppement de l'ennemi. 
En 1745, Frédéric II de Prusse l'utilisa victorieusement contre les Autrichiens et la paternité de cette  manœuvre lui est souvent attribuée, même si Épaminondas, général thébain, l'utilisa lors de la bataille de Leuctres en 371 av. J.-C.. Frédéric II l'utilisera plusieurs fois dans ses batailles notamment lors de la bataille de Leuthen, qu'il remporta malgré une infériorité numérique de 1 contre 2. Cette manœuvre exige une armée entraînée et disciplinée, capable de se déployer sans se mettre en position de danger sur son aile refusée et un commandement audacieux, sachant lancer la manœuvre au bon moment.